# Ilona Durigo
Ilona Durigo (Budapest, Hongria, 13 de maig de 1881 - 25 de desembre de 1943) fou una mezzosoprano hongaresa.
Va fer els estudis amb Forstén, a Viena i Stockhausen i Bellwidt a Frankfurt. Dotada de bella veu de mezzosoprano, s'especialitzà des del principi de la seva carrera artística en el lied antic i modern, estant universalment considerada com una de les més eminents del gènere que cultivà.
Va actuar amb èxits ininterromputs en els principals centres filharmònics d'Europa (diverses temporades seguides en la Societat Filharmònica de Madrid) i Amèrica. Va ser professora de cant de l'Acadèmia de Budapest i des de 1921 del Conservatori de Zuric.